# Distrito rural de Tonbridge
Tonbridge fue un distrito rural en el condado administrativo de Kent (Inglaterra) entre 1894 y 1974. 
Fue constituido bajo la Ley de Gobierno Local de 1894 y estaba dividido en doce parroquias: Ashurst, Bidborough, Brenchley, Capel, Hadlow, Hildenborough, Horsmonden, Lamberhurst, Paddock Wood, Pembury, Speldhurst y Tonbridge Rural.
Su superficie fue reducida a principios de los años 1930 al ceder una parte (109 acres) de Bidborough y Tonbridge Rural a Southborough, parte (2043 acres) de esta última y de Pembury y Speldhurst a Tunbridge Wells y parte (3017 acres) de Hadlow, Hildenborough y, nuevamente, Tonbridge Rural, a Tonbridge. No obstante, una parte (53 acres) de Southborough y otra (177 acres) de Leigh y Penshurst, ambas en Sevenoaks, pasaron a formar parte del distrito.
Tonbridge fue abolido en 1974 bajo la Ley de Gobierno Local de 1972 y su territorio repartido entre los nuevos distritos de Tonbridge and Malling y Tunbridge Wells.